# 马填岭
马填岭，位于中国广东省中山市五桂山区马槽东南3.3公里处，海拔320.5米，是五桂山山脉的一座山体。